# Castello Nobili Vitelleschi
Il castello Nobili Vitelleschi è propriamente un palazzo nobiliare, addossato alla cinta muraria di Labro, in provincia di Rieti, che la famiglia Nobili costruì agli inizi del '500 a seguito della distruzione della rocca e la perdita dei diritti feudali sul paese.

## Storia

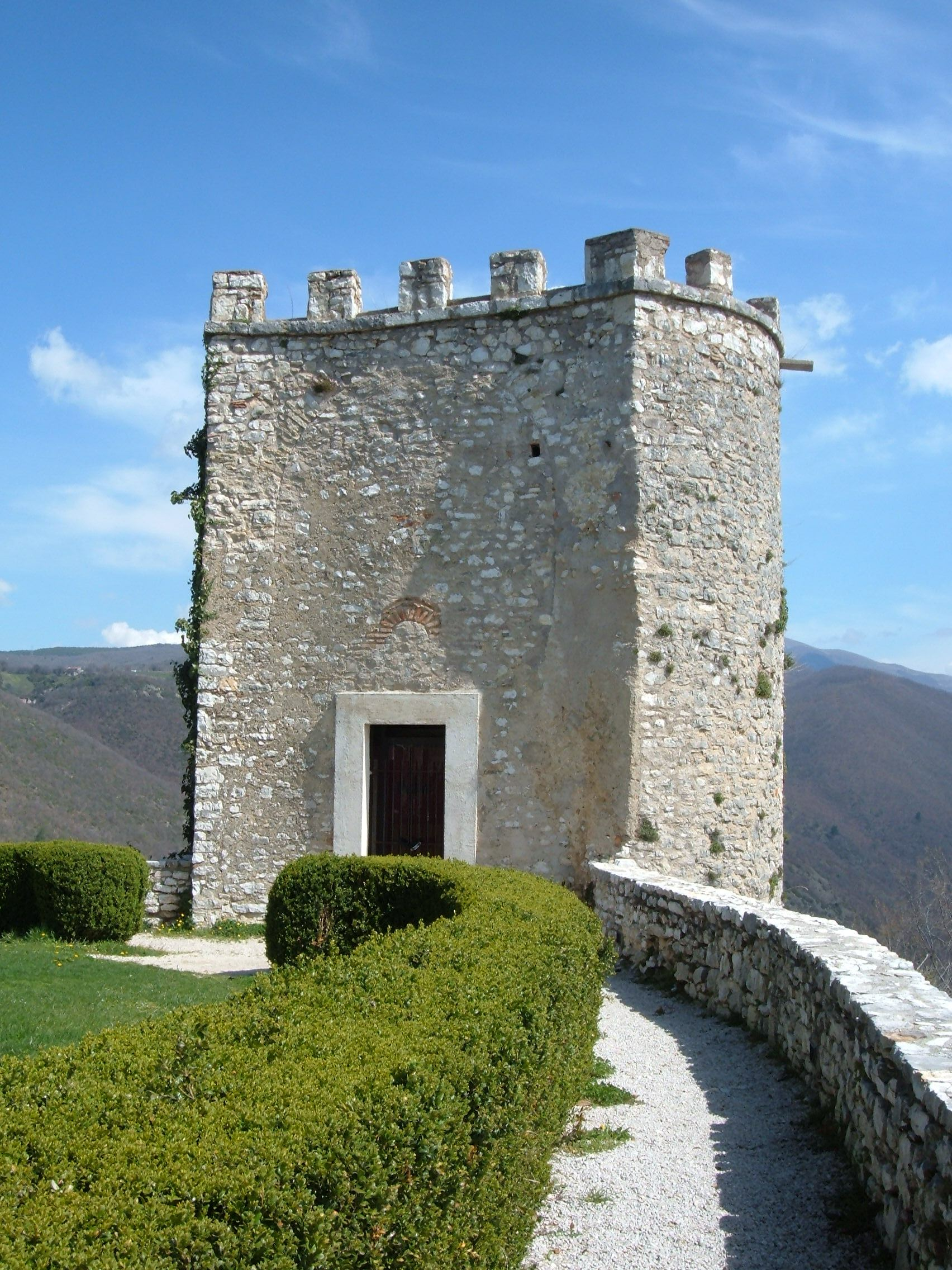
Una torre

Nell'anno 956 Aldobrandino de Nobili ricevette da Ottone I di Sassonia l'investitura del borgo di Labro e di altri 12 castelli ed insediamenti nella contrada del Ducato di Spoleto e il contado di Rieti. L'Imperatore diede alla famiglia lo stemma con l'aquila coronata, simbolo del Sacro Romano Impero e il pesce, il quale rappresentava il dominio della famiglia sulle acque della regione.
In origine l'incastellamento di Labro si componeva di un'imponente torre quadrata sovrastante il borgo, il quale era a sua volta circondato da una strada di arrocamento protetta da mura di difesa comprendenti altre sette torri.
Nel 1498, la famiglia venne scomunicata da Papa Sisto IV. Il motivo della scomunica fu l'uccisione di un sacerdote avvenuta per mano di Giovanni de' Nobili. Conseguenza della scomunica fu la distruzione della grande torre e di parte del borgo. 
La revoca della scomunica, conservata fino ad oggi negli archivi del castello, prevedeva che al posto della grande torre quadrata venisse edificata una chiesa. Alla famiglia rimase la cinta muraria, dove Giordano de' Nobili edificò la nuova residenza per la famiglia, tuttora abitata dai suoi discendenti.
Le origini della famiglia Nobili, stando a quanto risulta dagli studi effettuati sui documenti ritrovati negli archivi del castello, in particolare dal manoscritto "Storia di Labro" del Notaio Ippolito Tabulazzi (1630), risultano essere Longobarde "[...]  I Conti dei Marsi e di Rieti erano diramazioni dei Longobardi Duchi di Spoleto. Nell'anno 956, i Signori di Labro ricevettero dall'Imperatore Ottone I lo stemma con l'aquila coronata e il pesce (simbolo del dominio dei loro torrioni sui laghi e sui fiumi) e l'investitura di 12 castelli (feudi) fra i quali Labro (Tabulazzi, pag. 44).
Grazie ai numerosi documenti presenti nell'archivio come gli 'Instrumenta' è stato possibile stabilire la genealogia della famiglia dalle origini fino ai nostri giorni.
Tra le prime generazioni appare il nome di Pandolfo, citato per la sua morte in battaglia avvenuta nel 1256 al seguito di Re Manfredi figlio di Federico II di Svevia.

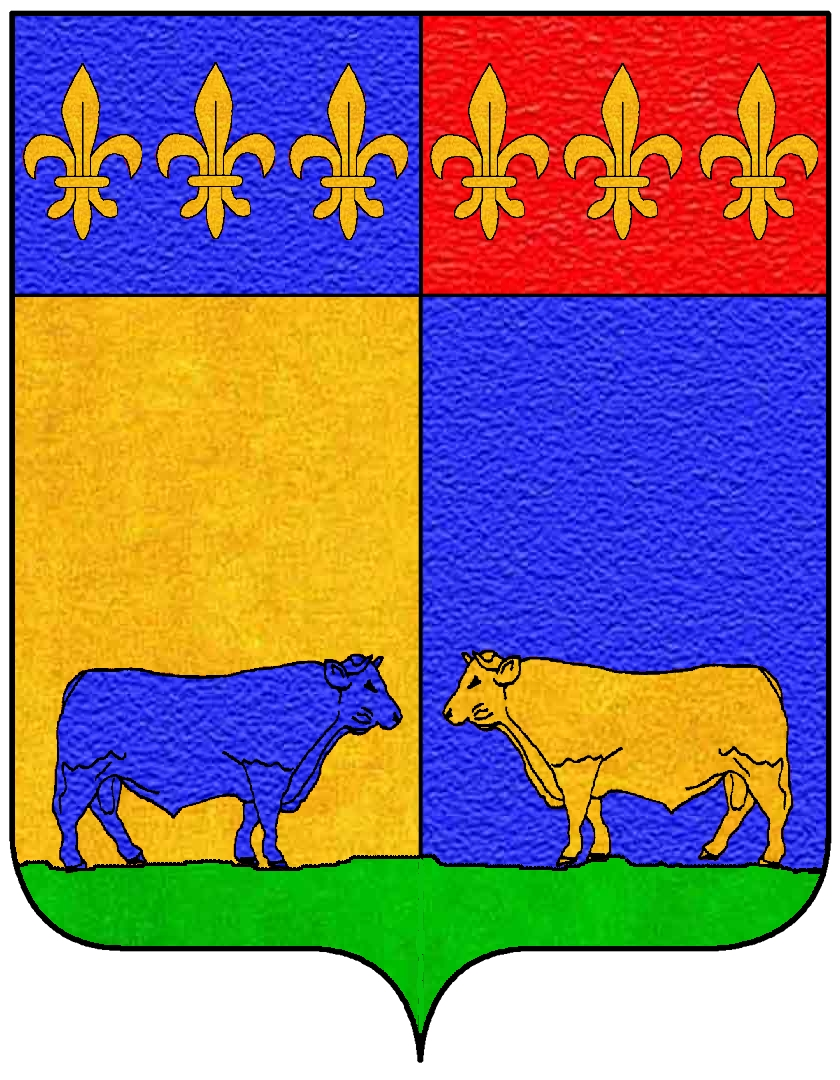
Stemma Vitelleschi

## Origine del Cognome
L'origine del cognome Nobili deriva dall'appellativo con il quale vennero designati gli antichi Signori di Labro dopo la perdita della giurisdizione sul loro feudo avito.
Nel 1575 Gerolamo de Nobili si sposa con Virginia Vitelleschi e su richiesta della famiglia di Virginia, in particolare del fratello Muzio Vitelleschi, VI generale dei gesuiti, il cognome Vitelleschi venne aggiunto a Nobili e i due stemmi furono uniti in un unico stemma. L'atto che sanziona ufficialmente l'unione dei cognomi e degli stemmi è conservato negli archivi capitolini. Una copia autentica si trova nell'Archivio Nobili Vitelleschi, in Labro.
Un grande stemma in legno a forma di cuore in nero ed oro, realizzato per celebrare l'unione tra le due famiglie, è visibile ancora oggi nella sala d'armi del castello. L'attuale stemma comprende l'aquila e il pesce, simboli della famiglia Nobili, e i due vitelli con sei gigli d'oro, simboli della famiglia Vitelleschi.